# Future Nostalgia Tour

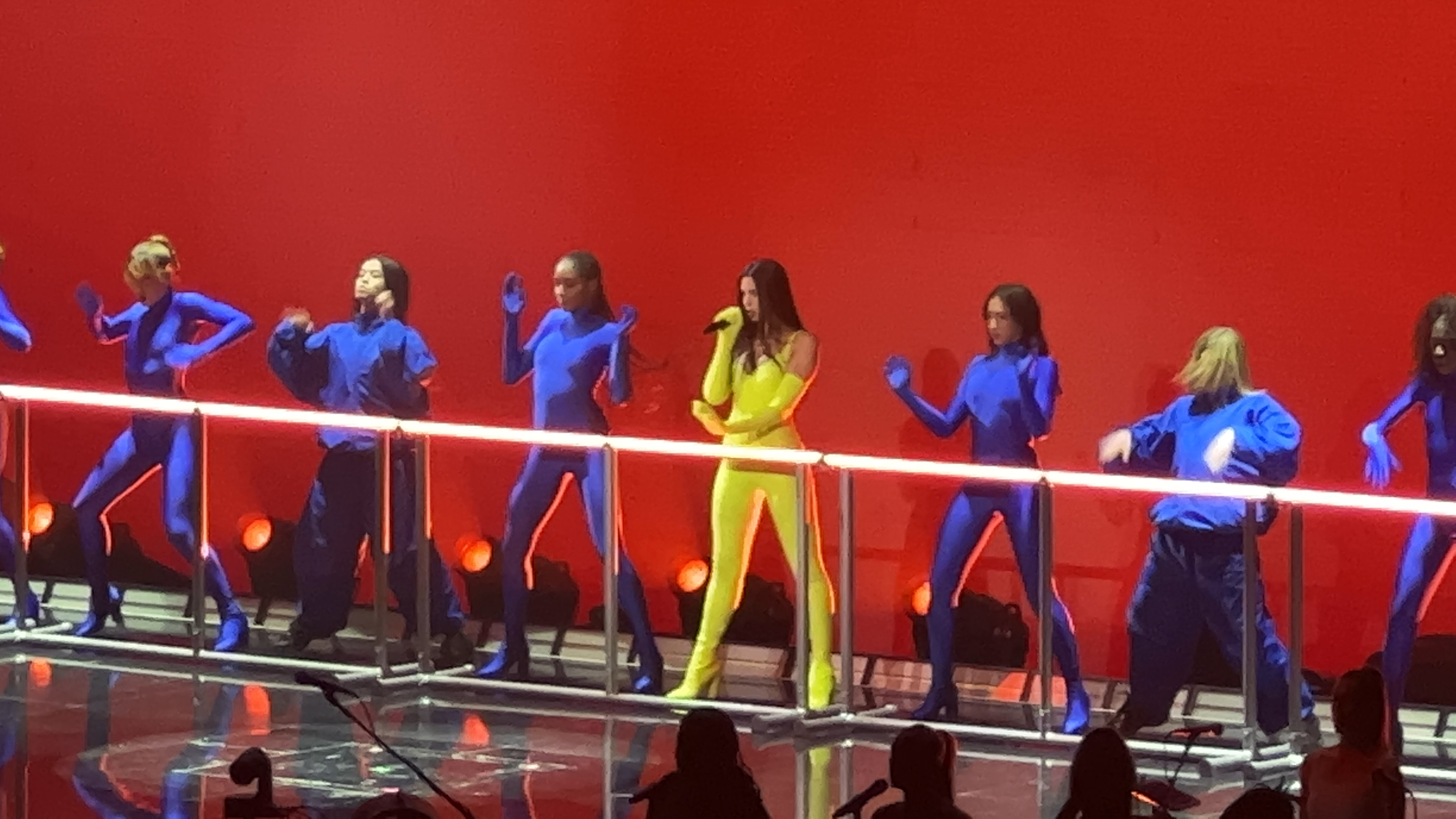
Dua Lipa tijdens de opener Physical in Minneapolis.

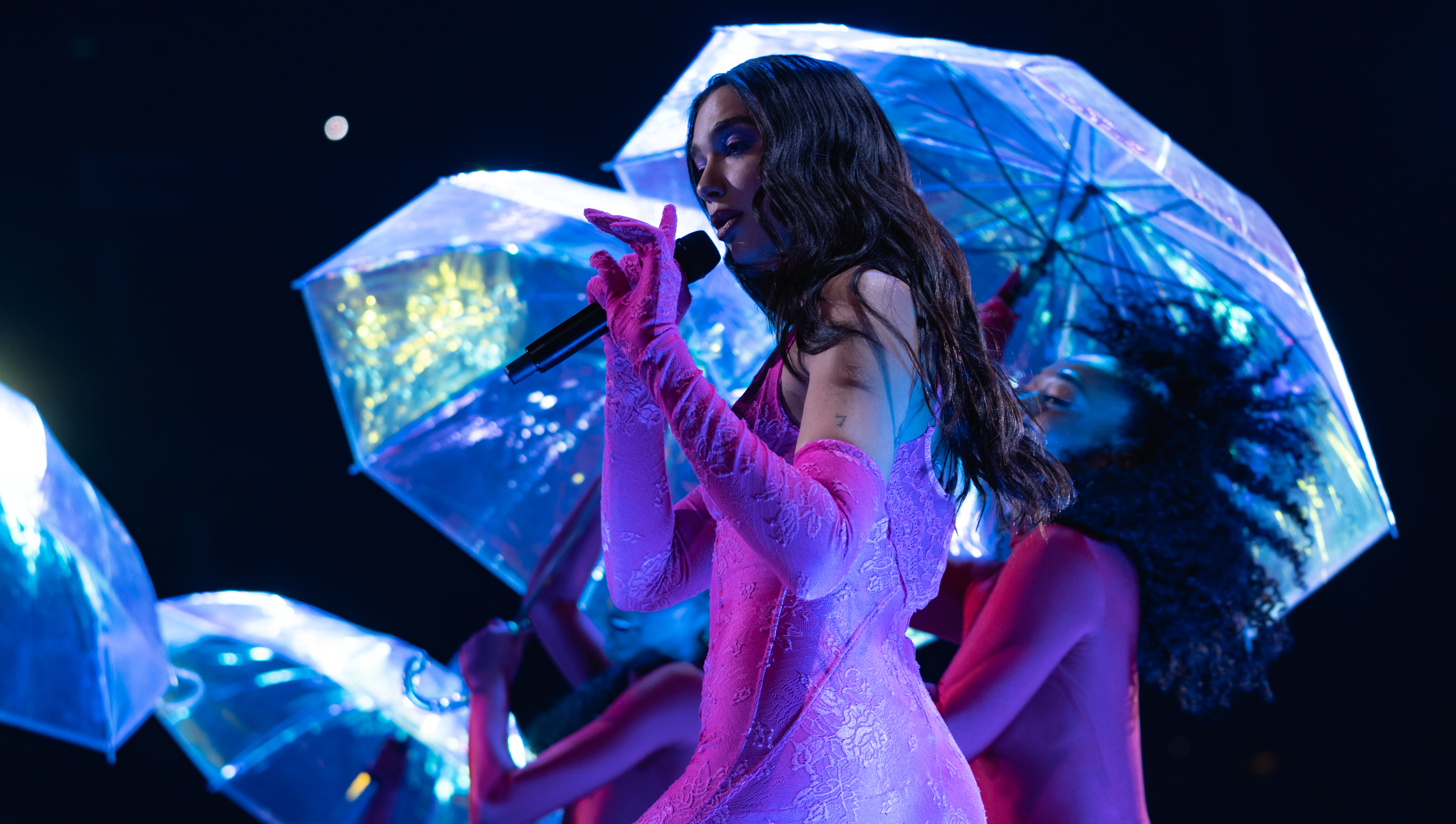
Dua Lipa tijdens het nummer New Rules in Londen.

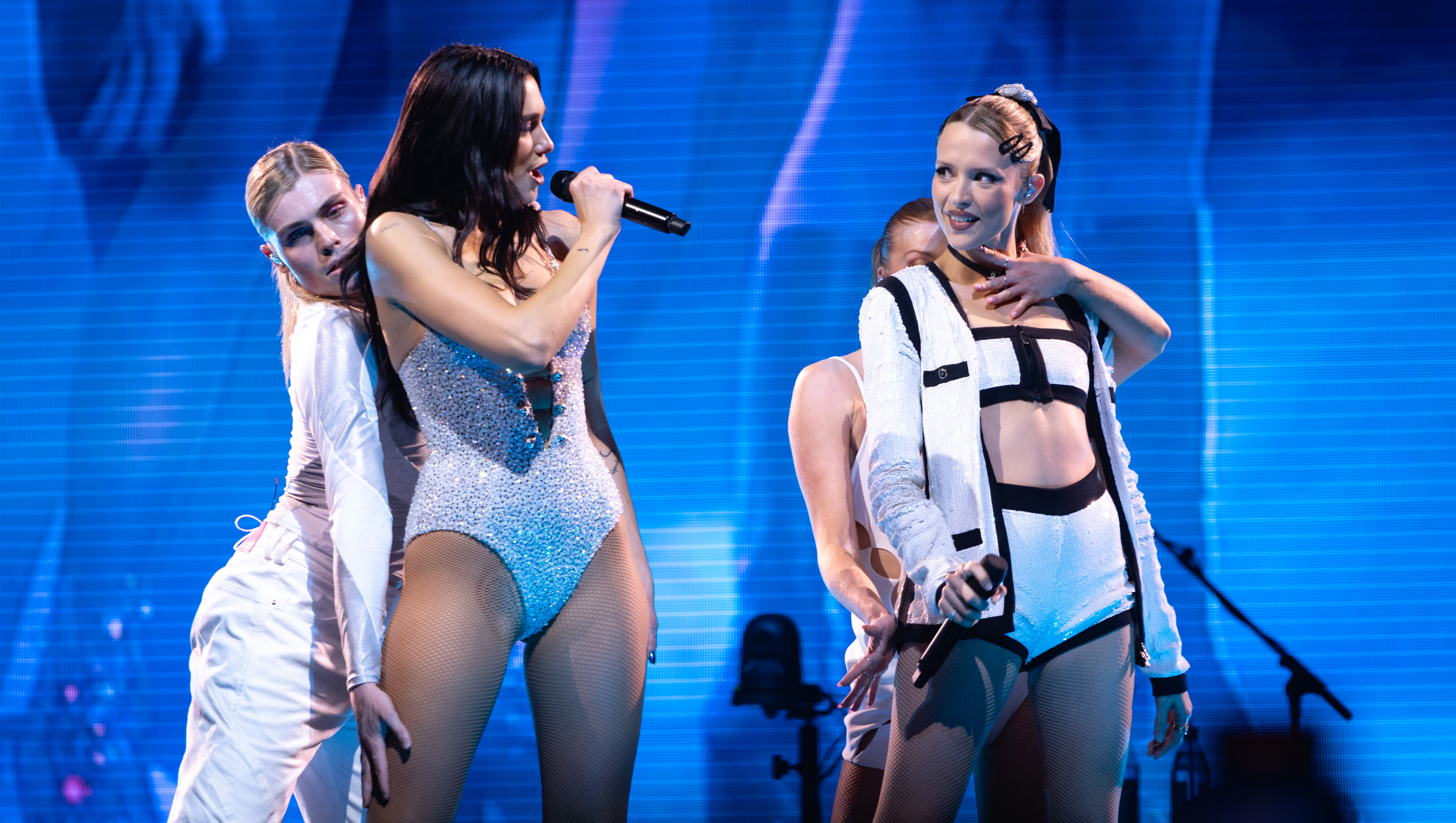
Dua Lipa en Angèle tijdens het nummer Fever in Londen.

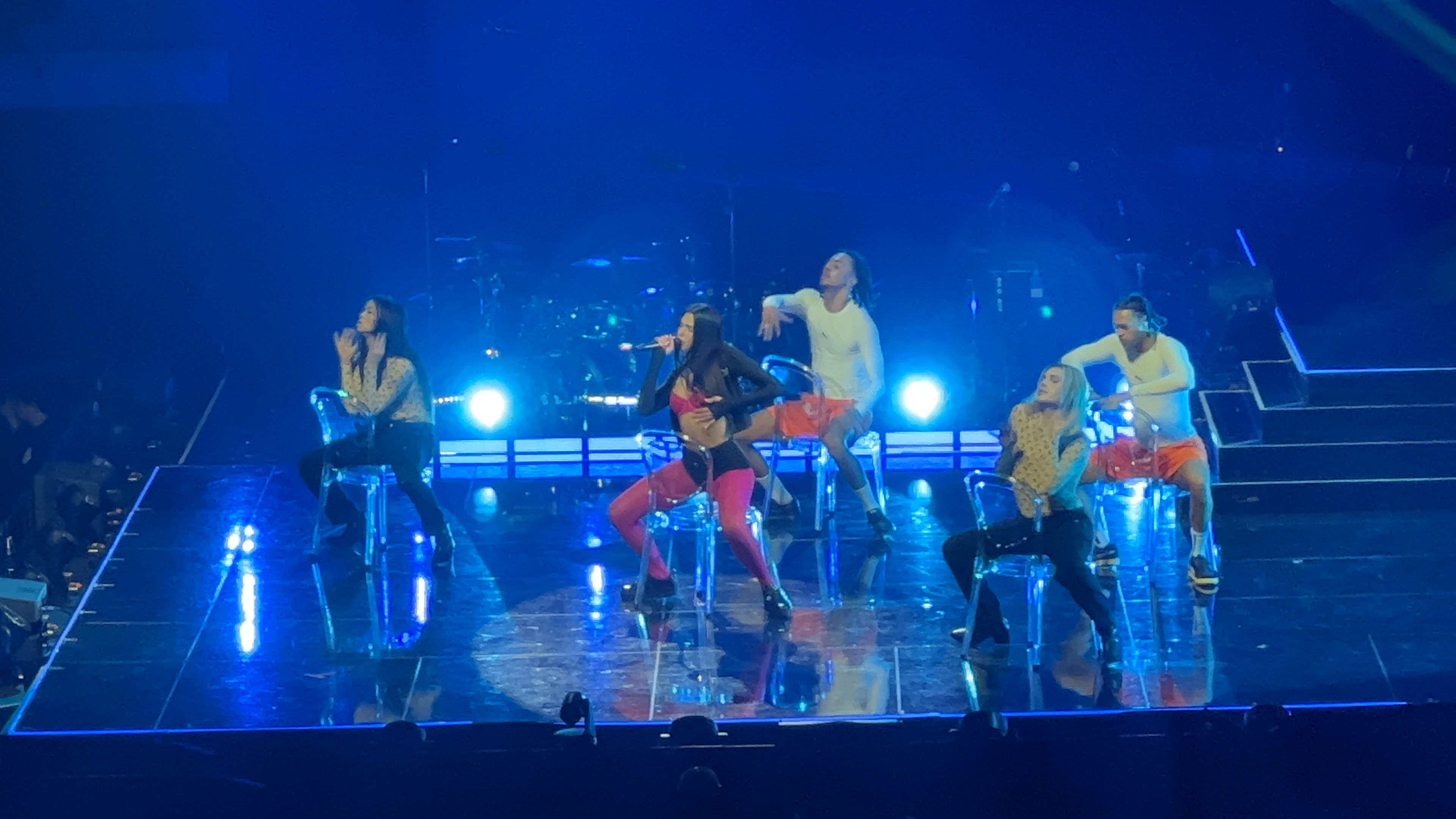
Dua Lipa tijdens het nummer Hallucinate in Minneapolis.

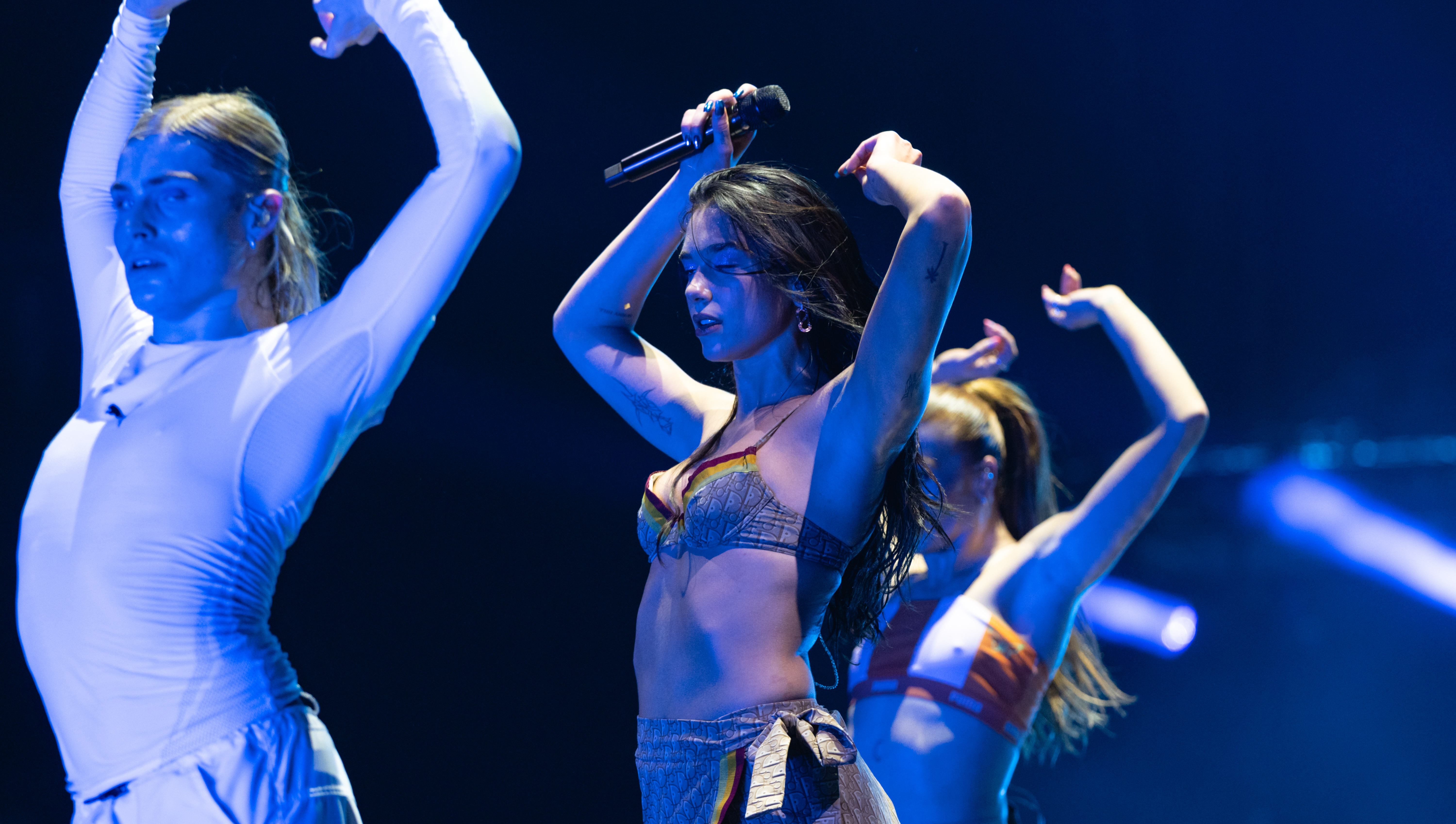
Dua Lipa tijdens de derde act in Londen.

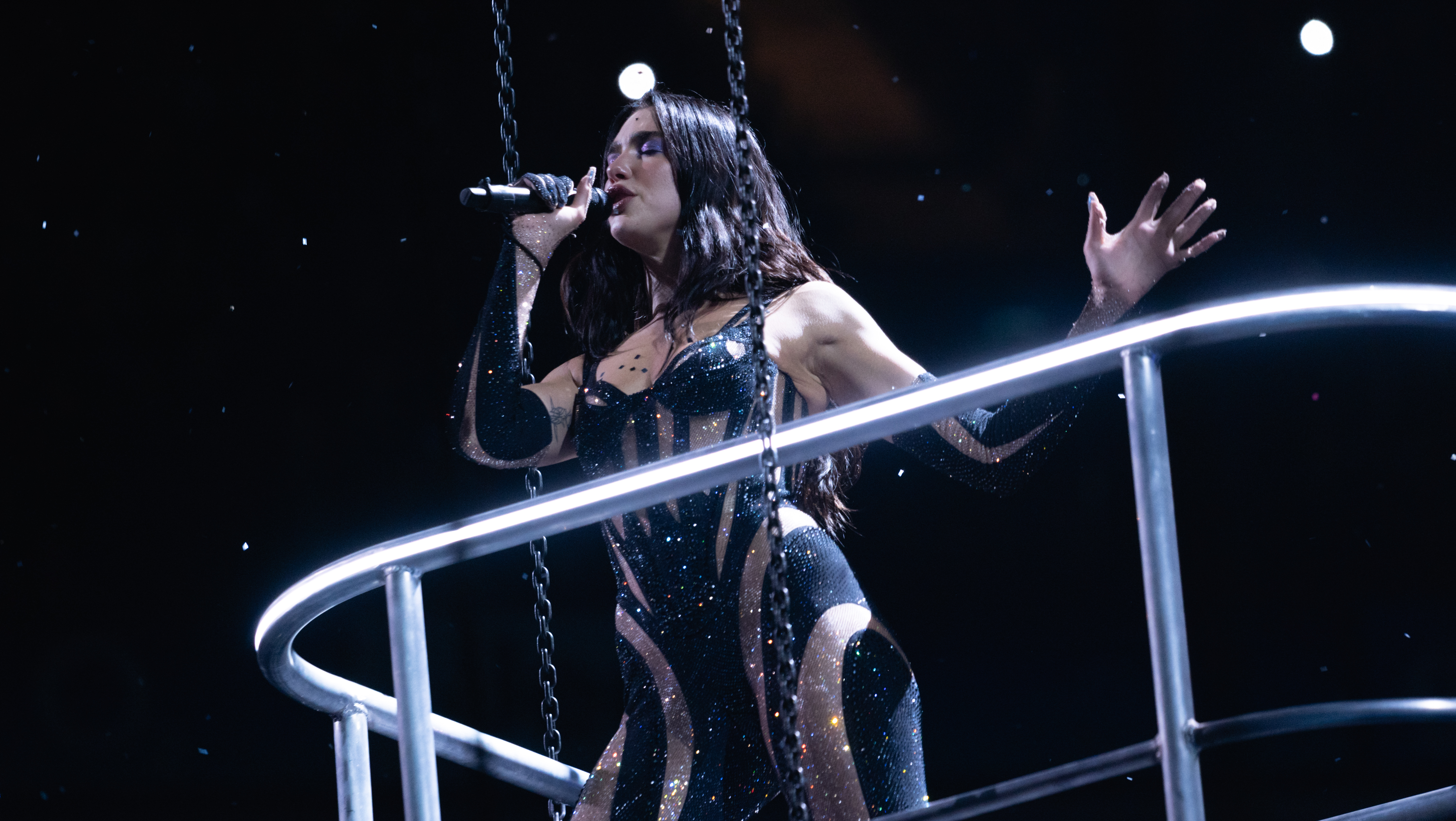
Dua Lipa tijdens het nummer Levitating op het zwevend platform.

De Future Nostalgia Tour is een wereldtournee van de Engelse zangeres Dua Lipa, ter promotie van haar tweede studioalbum Future Nostalgia (2020). De tournee was origineel gepland op 26 april 2020 in Madrid, Spanje in het WiZink Center en zou eindigen op 19 juni 2020 in Dublin, Ierland in de 3Arena. De tournee werd later meermaals volledig aangepast uit voorzorg tegen de Coronapandemie. De Europese tournee ging daarom van start op 9 februari 2022 in Noord-Amerika, daarna trok de tournee naar Europa voor 36 optredens. Na enkele festivals bezocht Lipa Latijns-Amerika, om af te sluiten in Oceanië.

## Achtergrond
In oktober 2019 kondigde Lipa "Don't Start Now" aan, de eerste single van haar aankomende tweede album Future Nostalgia (2020). De albumtitel werd vervolgens aangekondigd op 1 december, een dag later volgden de aankondiging van de Europese shows van een nieuwe arena-tour. Op 13 januari 2020 kondigde Dua Lipa de Franse zangeres Lolo Zouaï & DJ Buck Betty aan als voorprogramma's voor de Europese shows. Op 12 maart 2020 werd aangekondigd dat Dua Lipa headliner zou zijn op het Glastonbury Festival.
Op 23 maart 2020 kondigde Lipa via een live video op Instagram aan, dat het onmogelijk zal zijn om de tournee te laten doorgaan op de afgesproken data, wegens de Coronapandemie. Een dag later werden de nieuwe data voorgesteld om 11 uur CET. Later werd de tournee nogmaals verplaatst doordat de periode nog altijd onzeker is. De tournee zou nu in het najaar van 2021 plaatsvinden. Op 20 juni 2021 verplaatste het management de tournee opnieuw naar het voorjaar van 2022, door de blijvende onzekerheid. Wel voegde de zangeres die dag verschillende shows toe aan de tournee, waaronder een extra concert in Amsterdam en Antwerpen.  
Door een positieve evolutie op vlak van de Coronapandemie werd er op 13 september 2021 een nieuwe etappe aangekondigd voor de Future Nostalgia Tour. De tournee door Noord-Amerika zal van start gaan op 9 februari, te beginnen met Miami. De dag daarna maakte Lipa bekend dat ze de hoofdact zal zijn op het Braziliaans festival Rock in Rio.
Op 22 november 2021 kondigde Lipa via social media vier nieuwe Europese data aan in Scandinavië en Litouwen. Ook werden Griff, Tove Lo en de Belgische zangeres Angèle als nieuwe opening acts aangeduid. Twee shows in Canada werden verplaatst naar de zomer, omwille van nieuwe restricties. Dezelfde week kondigde Dua nog twee nieuwe shows aan in Elmont en Milwaukee, ter vervanging van de twee verplaatste shows in februari 2022. De tournee werd geproduceerd door Ceremony London en Live Nation. Truly Hard Seltzer zorgde mee voor de campagne.

## Verloop
Het concert begint zodra de lichten doven, met het nummer Body Funk van Purple Disco Machine dat door de arena klinkt. Daarna volgt de officiële intro van het optreden, waarbij de dansers worden voorgesteld en Dua Lipa uit het podium omhoog komt. Ze opent de show met een uitgebreide versie van Physical.
Tijdens de eerste set, die zeven nummers omvat, draagt Lipa een neonkleurige catsuit van Balenciaga, bedrukt met een bloemenpatroon. De kleur van de outfit varieerde per etappe van de tour. Het openingsnummer vloeit naadloos over in New Rules, waarbij Lipa voor het eerst gebruik maakt van de catwalk en op het achterliggende scherm kort de naam van de stad wordt geprojecteerd waarin het concert plaatsvindt. Bij het derde nummer, Love Again, wordt de choreografie uit de originele videoclip gebruikt. Aansluitend zingt Lipa Cool en Pretty Please.
Voor de nummers Break My Heart en Be the One wordt er een grote lichtconstructie vanuit het plafond naar beneden gebracht. Vóór de start van Be the One houdt Lipa een persoonlijke speech, die doorgaans is afgestemd op de stad of het land waarin ze optreedt. Het slot van het nummer wordt overgenomen door de backing vocals, terwijl Lipa zelf het podium afrent om zich klaar te maken voor het volgende deel van de show. Tijdens het intermezzo wordt de hitsingle IDGAF afgespeeld, terwijl twee dansers zich op rolschaatsen voortbewegen over het podium.
In de tweede set verschijnt Lipa in een glitterende bodysuit. Ze opent dit deel met We're Good, terwijl op de achtergrond een decoratieve kreeft gemaakt van ballonnen zichtbaar is. Vervolgens brengt ze het nummer Good in Bed, dat ze opdraagt aan een fan aan de rand van de catwalk. Daarna zingt ze Fever, waarbij een projectie van Angèle op de achtergrond te zien is. De tweede set wordt afgesloten met Boys Will Be Boys, waarvoor Lipa een sleep aan haar outfit draagt. Dit nummer loopt over in een remixsegment afkomstig van het album Club Future Nostalgia, geproduceerd door The Blessed Madonna.
Voor het derde deel van de show paste Dua Lipa haar outfit volledig aan naargelang het werelddeel waarin ze optrad. Tijdens de Europese concerten draagt ze sneakers met hoog opgetrokken sokken, gecombineerd met een korte rok en topje van Dior, ontworpen door John Galliano. De eerste twee nummers, One Kiss en Electricity, worden uitgevoerd op de catwalk, onder felle neonlichten die doen denken aan een nachtclub. Vervolgens begeeft Lipa zich naar een verlaagd platform aan het hoofdpodium, waar ze Hallucinate zingt, opnieuw vergezeld door haar achtergronddansers. Het derde deel sluit af met Cold Heart, waarbij de volledige dansgroep zittend naast Lipa optreedt. Tijdens dit nummer verschijnt Elton John op het ledscherm in een visuele projectie.
In de laatste act draagt Lipa een nauwsluitende catsuit van Mugler, bezet met meer dan 120.000 diamantjes. De sfeer wordt kosmisch: de ruimte is verduisterd, en verlichte planeten en sterren dalen neer vanuit het plafond, wat het publiek het gevoel geeft zich in de ruimte te bevinden. Lipa stapt vervolgens op een platform dat door de arena zweeft terwijl ze Levitating zingt. Daarna keert ze terug naar het hoofdpodium, waarna even later de bisronde begint. Deze opent met de titeltrack van het album en eindigt met een verlengde versie van Don't Start Now. De show sluit af met een confettiregen door de hele arena. In totaal duurt het concert ongeveer 90 minuten.

## Setlist
Dit is de setlist voor de show in Miami: 
1. "Physical"
2. "New Rules"
3. "Love Again"
4. "Cool"
5. "Pretty Please"
6. "Break My Heart"
7. "Be the One"
8. "IDGAF" (Intermezzo)
9. "We're Good"
10. "Good in Bed"
11. "Fever"
12. "Boys Will Be Boys"
13. "One Kiss"
14. "Electricity"
15. "Hallucinate"
16. "Cold Heart"
17. "Levitating"

Encore
1. "Future Nostalgia"
2. "Don't Start Now"

Opmerkingen: 
- Tijdens de show in New York, de twee shows in Londen en de show in Parijs op 15 mei zong Dua de hit Fever samen met Angèle.
- Tijdens de shows in Denver, Tulsa en Phoenix, zong Dua samen met Megan Thee Stallion, de nieuwe single Sweetest Pie.
- Vanaf de show op 9 juni kreeg de setlist een kleine volgorde verwisseling: Levitating werd nu gezongen na Future Nostalgia.

## Shows
| Datum (2022)           | Stad                | Land                | Zaal                               | Voorprogramma                         |               |               |
| Noord-Amerika          | Noord-Amerika       | Noord-Amerika       | Noord-Amerika                      | Noord-Amerika                         | Noord-Amerika | Noord-Amerika |
| ---------------------- | ------------------- | ------------------- | ---------------------------------- | ------------------------------------- | ------------- | ------------- |
| 9 februari             | Miami               | Verenigde Staten    | FTX Arena                          | Caroline Polachek Lolo Zouaï          |               |               |
| 11 februari            | Orlando             | Verenigde Staten    | Amway Center                       | Caroline Polachek Lolo Zouaï          |               |               |
| 12 februari            | Atlanta             | Verenigde Staten    | State Farm Arena                   | Caroline Polachek Lolo Zouaï          |               |               |
| 14 februari            | Nashville           | Verenigde Staten    | Bridgestone Arena                  | Caroline Polachek Lolo Zouaï          |               |               |
| 16 februari            | Charlotte           | Verenigde Staten    | Spectrum Center                    | Caroline Polachek Lolo Zouaï          |               |               |
| 18 februari            | Boston              | Verenigde Staten    | TD Garden                          | Caroline Polachek Lolo Zouaï          |               |               |
| 19 februari            | Philadelphia        | Verenigde Staten    | Wells Fargo Center                 | Caroline Polachek Lolo Zouaï          |               |               |
| 21 februari            | Elmont              | Verenigde Staten    | UBS Arena                          | Caroline Polachek Lolo Zouaï          |               |               |
| 23 februari            | Milwaukee           | Verenigde Staten    | Fiserv Forum                       | Caroline Polachek Lolo Zouaï          |               |               |
| 25 februari            | Detroit             | Verenigde Staten    | Little Caesars Arena               | Caroline Polachek Lolo Zouaï          |               |               |
| 26 februari            | Columbus            | Verenigde Staten    | Value City Arena                   | Caroline Polachek Lolo Zouaï          |               |               |
| 1 maart                | New York            | Verenigde Staten    | Madison Square Garden              | Caroline Polachek Lolo Zouaï          |               |               |
| 2 maart                | Washington          | Verenigde Staten    | Capital One Arena                  | Caroline Polachek Lolo Zouaï          |               |               |
| 4 maart                | Newark              | Verenigde Staten    | Prudential Center                  | Caroline Polachek Lolo Zouaï          |               |               |
| 5 maart                | Buffalo             | Verenigde Staten    | KeyBank Center                     | Caroline Polachek Lolo Zouaï          |               |               |
| 8 maart                | Minneapolis         | Verenigde Staten    | Target Center                      | Caroline Polachek Lolo Zouaï          |               |               |
| 9 maart                | Chicago             | Verenigde Staten    | United Center                      | Caroline Polachek Lolo Zouaï          |               |               |
| 12 maart               | Houston             | Verenigde Staten    | Toyota Center                      | Caroline Polachek Lolo Zouaï          |               |               |
| 13 maart               | Dallas              | Verenigde Staten    | American Airlines Center           | Caroline Polachek Lolo Zouaï          |               |               |
| 15 maart               | Denver              | Verenigde Staten    | Ball Arena                         | Megan Thee Stallion Caroline Polachek |               |               |
| 17 maart               | Tulsa               | Verenigde Staten    | BOK Center                         | Megan Thee Stallion Caroline Polachek |               |               |
| 20 maart               | Phoenix             | Verenigde Staten    | Footprint Center                   | Megan Thee Stallion Caroline Polachek |               |               |
| 22 maart               | Inglewood           | Verenigde Staten    | The Forum                          | Caroline Polachek Lolo Zouaï          |               |               |
| 23 maart               | Inglewood           | Verenigde Staten    | The Forum                          | Caroline Polachek Lolo Zouaï          |               |               |
| 25 maart               | Las Vegas           | Verenigde Staten    | T-Mobile Arena                     | Caroline Polachek Lolo Zouaï          |               |               |
| 27 maart               | San Jose            | Verenigde Staten    | SAP Center                         | Lolo Zouaï                            |               |               |
| 29 maart               | Portland            | Verenigde Staten    | Moda Center                        | Lolo Zouaï                            |               |               |
| 31 maart               | Seattle             | Verenigde Staten    | Climate Pledge Arena               | Lolo Zouaï                            |               |               |
| 1 april                | Vancouver           | Canada              | Rogers Arena                       | Lolo Zouaï                            |               |               |
| Europa                 |                     |                     |                                    |                                       |               |               |
| 15 april 2022          | Manchester          | Verenigd Koninkrijk | AO Arena                           | Griff                                 |               |               |
| 17 april 2022          | Birmingham          | Verenigd Koninkrijk | Utilita Arena Birmingham           | Griff                                 |               |               |
| 18 april 2022          | Leeds               | Verenigd Koninkrijk | First Direct Arena                 | Griff                                 |               |               |
| 20 april 2022          | Dublin              | Ierland             | 3Arena                             | Griff                                 |               |               |
| 21 april 2022          | Dublin              | Ierland             | 3Arena                             | Griff                                 |               |               |
| 23 april 2022          | Newcastle upon Tyne | Verenigd Koninkrijk | Utilita Arena                      | Griff                                 |               |               |
| 24 april 2022          | Glasgow             | Verenigd Koninkrijk | SSE Hydro                          | Griff                                 |               |               |
| 26 april 2022          | Nottingham          | Verenigd Koninkrijk | Motorpoint Arena                   | Griff                                 |               |               |
| 27 april 2022          | Cardiff             | Verenigd Koninkrijk | Motorpoint Arena                   | Griff                                 |               |               |
| 29 april 2022          | Liverpool           | Verenigd Koninkrijk | M&S Bank Arena                     | Griff                                 |               |               |
| 2 mei 2022             | Londen              | Verenigd Koninkrijk | The O2 Arena                       | Griff Angèle                          |               |               |
| 3 mei 2022             | Londen              | Verenigd Koninkrijk | The O2 Arena                       | Griff Angèle                          |               |               |
| 6 mei 2022             | Antwerpen           | België              | Sportpaleis                        | Griff                                 |               |               |
| 7 mei 2022             | Antwerpen           | België              | Sportpaleis                        | Griff                                 |               |               |
| 9 mei 2022             | Hamburg             | Duitsland           | Barclaycard Arena                  | Griff                                 |               |               |
| 10 mei 2022            | Berlijn             | Duitsland           | Mercedes Benz Arena                | Griff                                 |               |               |
| 12 mei 2022            | Keulen              | Duitsland           | Lanxess Arena                      | Griff                                 |               |               |
| 15 mei 2022            | Parijs              | Frankrijk           | AccorHotels Arena                  | Griff                                 |               |               |
| 17 mei 2022            | Amsterdam           | Nederland           | Ziggo Dome                         | Griff                                 |               |               |
| 18 mei 2022            | Amsterdam           | Nederland           | Ziggo Dome                         | Griff                                 |               |               |
| 20 mei 2022            | Zurich              | Zwitserland         | Hallenstadion                      | Griff                                 |               |               |
| 22 mei 2022            | München             | Duitsland           | Olympiahalle                       | Griff                                 |               |               |
| 23 mei 2022            | Wenen               | Oostenrijk          | Wiener Stadthalle                  | Griff                                 |               |               |
| 25 mei 2022            | Milaan              | Italië              | Mediolanum Forum                   | Griff                                 |               |               |
| 26 mei 2022            | Milaan              | Italië              | Mediolanum Forum                   | Griff                                 |               |               |
| 28 mei 2022            | Bologna             | Italië              | Unipol Arena                       | Griff                                 |               |               |
| 30 mei 2022            | Lyon                | Frankrijk           | Halle Tony Garnier                 | Griff                                 |               |               |
| 1 juni 2022            | Barcelona           | Spanje              | Palau Sant Jordi                   | Griff                                 |               |               |
| 3 juni 2022            | Madrid              | Spanje              | WiZink Center                      | Griff                                 |               |               |
| 5 juni 2022            | Braga               | Portugal            | Altice Forum                       | Griff                                 |               |               |
| 6 juni 2022            | Lissabon            | Portugal            | Altice Arena                       | Griff                                 |               |               |
| 9 juni 2022            | Barcelona           | Spanje              | Primavera Sound                    | —                                     |               |               |
| 11 juni 2022           | Bratislava          | Slovakije           | Lovestream Festival                | —                                     |               |               |
| 19 juni 2022           | Kaunas              | Litouwen            | Žalgiris Arena                     | Tove Lo                               |               |               |
| 26 juni 2022           | Oslo                | Noorwegen           | Oslo Spektrum                      | Tove Lo                               |               |               |
| 28 juni 2022           | Stockholm           | Zweden              | Gröna Lund                         | —                                     |               |               |
| 30 juni 2022           | Roskilde            | Denemarken          | Roskilde Festival                  | —                                     |               |               |
| Noord Amerika          |                     |                     |                                    |                                       |               |               |
| 25 juli 2022           | Montreal            | Canada              | Bell Centre                        | Caroline Polachek Lolo Zouaï          |               |               |
| 27 juli 2022           | Toronto             | Canada              | Scotiabank Arena                   | Caroline Polachek Lolo Zouaï          |               |               |
| 29 juli 2022           | Chicago             | Verenigde Staten    | Lollapalooza                       | —                                     |               |               |
| 31 juli 2022           | Montreal            | Canada              | Osheaga Festival                   | —                                     |               |               |
| Europa                 |                     |                     |                                    |                                       |               |               |
| 31 juli 2022           | Pristina            | Kosovo              | Sunny Hill Festival                | —                                     |               |               |
| 10 augustus 2022       | Boedapest           | Hongarije           | Sziget Festival                    | —                                     |               |               |
| Noord- en Zuid-Amerika |                     |                     |                                    |                                       |               |               |
| 8 september 2022       | Sao Paulo           | Brazilië            | Anhembi Parque                     | Vickilicious                          |               |               |
| 11 september 2022      | Rio de Janeiro      | Brazilië            | Rock in Rio                        | —                                     |               |               |
| 13 september 2022      | Buenos Aires        | Argentinië          | Hipódromo Argentino de Palermo     | Vickilicious                          |               |               |
| 14 september 2022      | Buenos Aires        | Argentinië          | Hipódromo Argentino de Palermo     | Vickilicious                          |               |               |
| 16 september 2022      | Santiago de Chili   | Chili               | Estadio Bicentenario de La Florida | Vickilicious DJ Polach                |               |               |
| 18 september 2022      | Bogota              | Colombia            | Salitre Mágico                     | Vickilicious                          |               |               |
| 21 september 2022      | Mexico-Stad         | Mexico              | Foro Sol                           | Vickilicious                          |               |               |
| 23 september 2022      | Monterrey           | Mexico              | Estadio Borregos                   | Vickilicious                          |               |               |
| 25 september 2022      | Dover               | Verenigde Staten    | Firefly Music Festival             | —                                     |               |               |
| Oceanië                |                     |                     |                                    |                                       |               |               |
| 2 november 2022        | Auckland            | Nieuw-Zeeland       | Spark Arena                        | Tkay Maizda                           |               |               |
| 3 november 2022        | Auckland            | Nieuw-Zeeland       | Spark Arena                        | Tkay Maizda                           |               |               |
| 5 november 2022        | Brisbane            | Australië           | Brisbane Entertainment Centre      | Tkay Maizda                           |               |               |
| 8 november 2022        | Sydney              | Australië           | Qudos Bank Arena                   | Tkay Maizda                           |               |               |
| 9 november 2022        | Sydney              | Australië           | Qudos Bank Arena                   | Tkay Maizda                           |               |               |
| 11 november 2022       | Melbourne           | Australië           | Rod Laver Arena                    | Tkay Maizda                           |               |               |
| 12 november 2022       | Melbourne           | Australië           | Rod Laver Arena                    | Tkay Maizda                           |               |               |
| 14 november 2022       | Adelaide            | Australië           | Adelaide Entertainment Centre      | Tkay Maizda                           |               |               |
| 16 november 2022       | Perth               | Australië           | RAC Arena                          | Tkay Maizda                           |               |               |
| Europa                 |                     |                     |                                    |                                       |               |               |
| 28 november 2022       | Tirana              | Albanië             | Skanderbegplein                    | Elvana Gjata                          |               |               |

### Geannuleerde shows
| Datum        | Stad       | Land                | Plaats                  | Reden                                  | Ref.   |
| ------------ | ---------- | ------------------- | ----------------------- | -------------------------------------- | ------ |
| 22 mei 2020  | Dundee     | Verenigd Koninkrijk | Camperdown Country Park | Coronavirus pandemie                   | [ 12 ] |
| 26 juni 2020 | Pilton     | Verenigd Koninkrijk | Worthy Farm             | Coronavirus pandemie                   | [ 13 ] |
| 10 mei 2020  | Kopenhagen | Denemarken          | Royal Arena             | Coronavirus pandemie                   | [ 14 ] |
| 12 mei 2020  | Stockholm  | Zweden              | Ericsson Globe          | Coronavirus pandemie                   | [ 14 ] |
| 13 mei 2020  | Oslo       | Noorwegen           | Spektrum                | Coronavirus pandemie                   | [ 14 ] |
| 23 juni 2022 | Helsinki   | Finland             | Hartwall Arena          | Russische invasie van Oekraïne in 2022 |        |
| 1 juli 2022  | Gdynia     | Polen               | Open'er Festival        | Weersomstandigheden                    | [ 15 ] |

## Trivia
- Voor de concerten die plaatsvonden in Antwerpen werden in totaal 42.550 tickets verkocht. Dit was meteen het hoogste aantal voor Dua Lipa tijdens een indoor arena show. De shows in het Sportpaleis brachten samen $ 2.241.927 op.